# دراما إذاعية

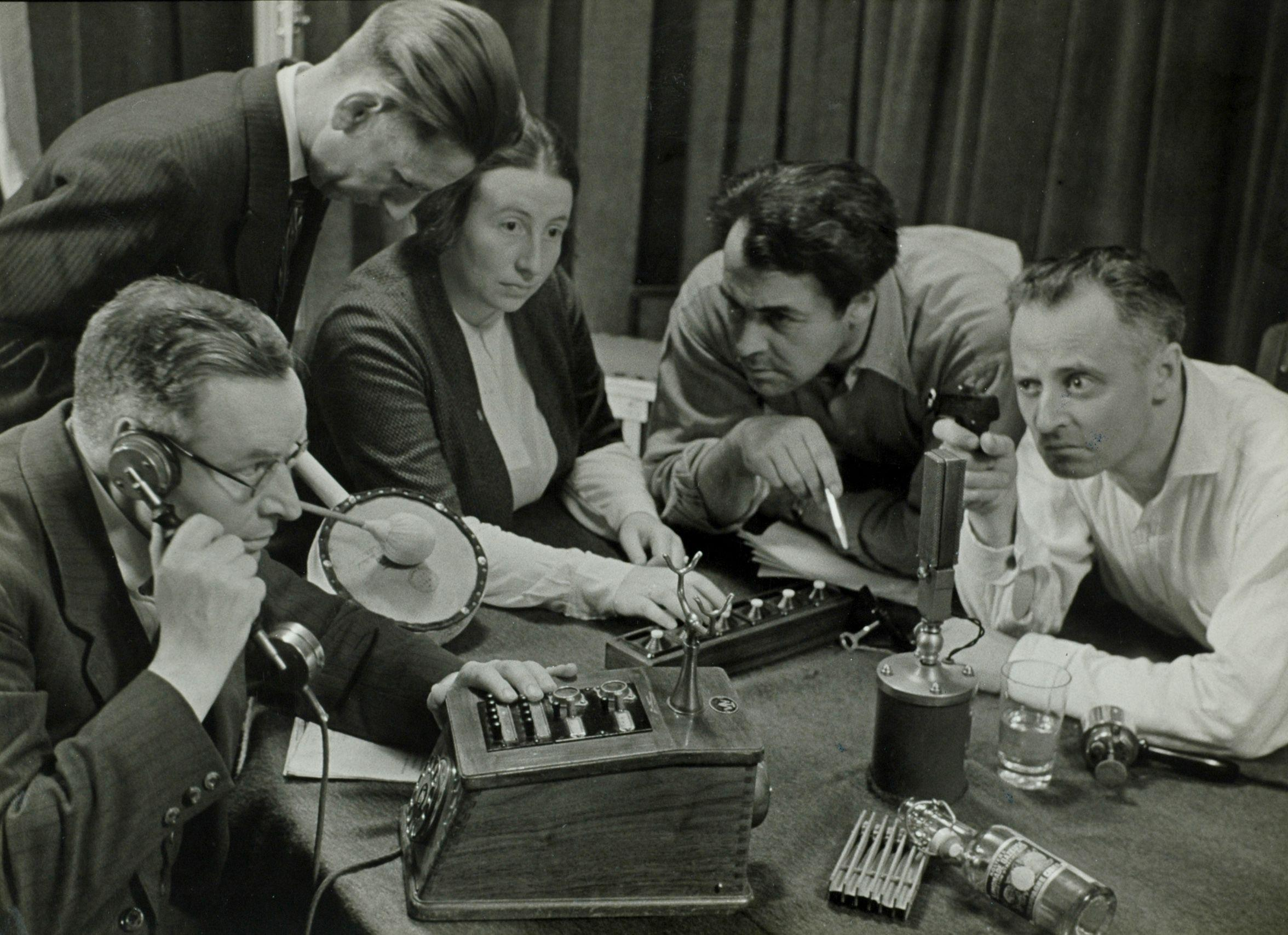
تسجيل مسرحية إذاعية في هولندا (1949) ، صورة سبارنيستاد

راديو الدراما (أو دراما الصوت، تمثيل صوتي، مسرحية إذاعية، مسرح الراديو، أو مسرح الصوت) هو دراما، صوتية بحتة الأداء. خالية من العنصر البصري، تعتمد الدراما الإذاعية على الحوار والموسيقى والمؤثرات الصوتية لمساعدة المستمع على تخيل الشخصيات والقصة: «إنها سمعية في البعد المادي ولكنها بنفس القوة كقوة البصرية في البعد النفسي». تشمل الدراما الإذاعية مسرحيات مكتوبة خصيصًا للراديو والدراما الوثائقية والأعمال الدرامية الخيالية، بالإضافة إلى المسرحيات المكتوبة في الأصل للمسرح، بما في ذلك المسرح الموسيقي والأوبرا.
حققت الدراما الإذاعية شعبية واسعة النطاق خلال عقد من تطورها الأولي في عشرينيات القرن الماضي. بحلول الأربعينيات من القرن الماضي، كانت وسيلة ترفيه شعبية دولية رائدة. مع ظهور التلفزيون في الخمسينيات من القرن الماضي، بدأت الدراما الإذاعية تفقد جمهورها. ومع ذلك، لا تزال تتمتع بشعبية في معظم أنحاء العالم.
لا تزال تسجيلات العصر الذهبي للراديو (الراديو القديم) موجودة اليوم في الأرشيفات الصوتية لهواة الجمع والمكتبات والمتاحف، بالإضافة إلى العديد من المواقع على الإنترنت مثل أرشيف الإنترنت.
بحلول القرن الحادي والعشرين، كان للدراما الإذاعية وجود ضئيل في الإذاعة الأرضية في الولايات المتحدة، اقتصرت على إعادة بث البرامج من العقود السابقة. ومع ذلك، لا يزال لدى الدول الأخرى تقاليد مزدهرة في الدراما الإذاعية. في المملكة المتحدة، على سبيل المثال، تقوم هيئة الإذاعة البريطانية بإنتاج وبث المئات من المسرحيات الإذاعية الجديدة كل عام على راديو 3 وراديو 4 وراديو 4 إكسترا. مثل الولايات المتحدة، تخلت إذاعة أستراليا أي بي سي عن بث الدراما ولكن في نيوزيلندا يواصل راديو نيوزيلاندا بث مجموعة متنوعة من الدراما عبر موجاتها الأثيرية.
بفضل التقدم في التسجيل الرقمي والتوزيع عبر الإنترنت، شهدت الدراما الإذاعية انتعاشًا في عام 2010. قدمت البودكاست وسائل لإنشاء دراما إذاعية جديدة غير مكلفة، بالإضافة إلى إعادة توزيع البرامج القديمة.
تستخدم مصطلحات «الدراما الصوتية»  أو «المسرح الصوتي» أحيانًا بشكل مترادف مع «الدراما الإذاعية». ومع ذلك، قد لا تكون الدراما الصوتية أو المسرح الصوتي بالضرورة مخصصة للبث على الراديو. يمكن أيضًا العثور على الدراما الصوتية على الأقراص المضغوطة وأشرطة الكاسيت والبودكاست والبث عبر الإنترنت وكذلك البث الإذاعي.

## تاريخ
يُقال إن الكاتب المسرحي الروماني «سينيكا كان رائدًا في الدراما الإذاعية لأن مسرحياته كان يؤديها القراء كمسرحيات صوتية، وليس بواسطة ممثلين كمسرحيات؛ ولكن في هذا الصدد، لم يكن لسينيكا خلفاء مهمون حتى جعلت تكنولوجيا القرن العشرين انتشار المسرحيات الصوتية ممكنا».

### 1930-1880: السنوات الأولى
تعود جذور الدراما الإذاعية إلى ثمانينيات القرن التاسع عشر: "في عام 1881 قدم المهندس الفرنسي كليمان أدير براءة اختراع لـ" تحسينات معدات الهاتف في المسارح "(مسرح الهاتف). يبدو أن الدراما الإذاعية باللغة الإنجليزية قد بدأت في الولايات المتحدة. خط ريفي في التعليم ، رسم موجز مكتوب خصيصًا للراديو، تم بثه على قناة كي دي كي أيه في بيتسبرغ في عام 1921، وفقًا للمؤرخ بيل جاكر. تتحدث تقارير الصحف في تلك الحقبة عن عدد من التجارب الدرامية الأخرى بواسطة المحطات الإذاعية التجارية الأمريكية: بثت كي واي دابليو موسمًا للأوبرا الكاملة من شيكاغو بدءًا من نوفمبر 1921. في فبراير 1922، تم بث أفلام كوميدية موسيقية كاملة في برودواي مع الممثلين الأصليين من استوديوهات دابليو جي زاد نيوارك. قام الممثلان جريس جورج وهربرت هايز بأداء مسرحية كاملة من محطة سان فرانسيسكو في صيف عام 1922.
حدثت نقطة تحول مهمة في الدراما الإذاعية عندما بدأ راديو دابليو جي واي سينيكتادي ، بنيويورك، تجربة ناجحة في 3 أغسطس 1922، تم فيها القيام ببث أسبوعي في الأستوديو لمسرحيات كاملة في سبتمبر 1922،  باستخدام الموسيقى والمؤثرات الصوتية وفرقة منتظمة من الممثلين، ممثلي الدبليو جي واي. وإدراكًا منه لهذه السلسلة، بدأ مدير إذاعة دابليو أل دابليو في سينسيناتي ببث فيلم واحد بانتظام (بالإضافة إلى مقتطفات من الأعمال الطويلة) في نوفمبر. أدى نجاح هذه المشاريع إلى مقلدين في محطات أخرى. بحلول ربيع عام 1923، كانت المقطوعات الدرامية الأصلية المكتوبة خصيصًا للراديو تُبث على المحطات في سينسيناتي (عندما يوقظ الحب من قبل فريد سميث لإذاعة دابليو أل دابليو)،   فيلادلفيا (الموجة السرية لكلايد أ. كريسويل)  ولوس أنجلوس (في المنزل على إذاعة كي أتش جي). في نفس العام، قامت إذاعة دابليو أل دابليو (في مايو) ودابليو جي واي (في سبتمبر) برعاية مسابقات البرمجة النصية، ودعوة المستمعين لإنشاء مسرحيات أصلية تؤديها فرق تلك المحطات الدرامية.  
كشفت القوائم في صحيفة نيويورك تايمز  ومصادر أخرى لشهر مايو 1923 أنه تم جدولة 20 عرضًا دراميًا على الأقل (بما في ذلك عمل واحد، ومقتطفات من الأعمال الدرامية الطويلة، والمسرحيات الكاملة المكونة من ثلاثة وأربعة فصول، والأوبيرات، وتعديل على مسرحيات موليير)، إما كإنتاج داخل الاستوديو أو عن طريق البث عن بعد من المسارح ودور الأوبرا المحلية. تم بث دراما بريطانية في وقت مبكر لشكسبير حلم ليلة منتصف الصيف على 2أل آو في 25 يوليو 1923.
الدراسة الجادة للدراما الإذاعية الأمريكية في العشرينيات وأوائل الثلاثينيات، في أحسن الأحوال، محدودة للغاية. ومن بين رواد الفن المجهولين: فريد سميث من إذاعة دابليو أل دابليو؛ فريمان جوسدن وتشارلز كوريل (الذي أشاع المسلسل الدرامي)؛ الفريق الإبداعي إيفرريدي (الذي بدأ بمسرحيات من فصل واحد ولكنه سرعان ما كان يختبر مجموعات من الدراما والموسيقى لمدة ساعة في برنامجه المتنوع الأسبوعي)؛ فرق التمثيل المختلفة في محطات مثل دابليو أل دابليو ودبليو جي واي وكي جي آو وعدد من الفرق الأخرى، غالبًا ما تديرها نساء مثل هيلين شوستر مارتن وويلدا ويلسون تشورش؛ أوائل الكتاب مثل هنري فيسك كارلتون وويليام فورد مانلي ودون كلارك؛ المنتجون والمخرجون مثل كلارنس مينسر وجيرالد ستوب؛ وقائمة طويلة من الآخرين الذين نُسب إليهم في ذلك الوقت العديد من الانتاجات ولكنهم منسيون إلى حد كبير اليوم. يعد كتاب إليزابيث ماكليود عام 2005 عن عمل جوسدن وكوريل المبكر  استثناءً رئيسًا، كما هو الحال مع دراسة ريتشارد جيه.
دراما إذاعية بارزة أخرى، واحدة من أوائل الدراما التي كُتبت خصيصًا للمجتمع في المملكة المتحدة، كانت كوميديا من الخطر لريتشارد هيوز، بثتها بي بي سي في 15 يناير 1924، حول مجموعة من الأشخاص المحاصرين في منجم الفحم الويلزي. واحدة من أقدم المسرحيات الإذاعية الفرنسية وأكثرها تأثيرًا كانت «ماريموتو» («سيكويك») للفنانة غابرييل جيرمينيت وبيير كوزي، والتي تقدم سردًا واقعيًا لسفينة غارقة بعدها كشف أنهم في الواقع ممثلون يتدربون على البث. ترجمت المسرحية وبثت في ألمانيا وإنجلترا بحلول عام 1925، وكان من المقرر أصلاً بث المسرحية بواسطة راديو باريس في 23 أكتوبر 1924، ولكن بدلاً من ذلك تم حظرها من الإذاعة الفرنسية حتى عام 1937 لأن الحكومة كانت تخشى أن تكون رسائل إس أو إس الدرامية تفهم خطأعلى أنها إشارات استغاثة حقيقية.
في عام 1951، اقترح الكاتب والمنتج الأمريكي آرتش أوبولر أن فيلم ويليس كوبر إطفاء الأنوار (1934-1947) كان أول دراما إذاعية حقيقية تستفيد من الصفات الفريدة للراديو.على الرغم من أن المسلسل غالبًا ما يتم تذكره فقط لقصصه المروعة وتأثيراته الصوتية، إلا أن نصوص كوبر لـإطفاء الأنوار تم التعرف عليها لاحقًا على أنها مكتوبة جيدًا وقدمت انتاجات نادرًا ما يُسمع لها مثيل في الدراما الإذاعية القديمة، بما في ذلك العديد من الرواة من منظور الشخص الأول، مونولوجات سيل الوعي والنصوص التي تتناقض مع المونولوج الداخلي للشخصية المخادعة وكلماته المنطوقة.
ربما كانت هناك أمثلة سابقة لدراما سيل الوعي على الراديو. على سبيل المثال، في ديسمبر عام 1924، قام الممثل بول روبسون، الذي ظهر بعد ذلك في إحياء لـمسرحية أوجين أوتيل الإمبراطور جون، بأداء مشهد من المسرحية على إذاعة دابليو جي بي أس في نيويورك إلى الإشادة النقدية. قد يتمكن بعض رواة القصص وعلماء الأحاديات في الإذاعة الأمريكية في أوائل العشرينيات من القرن الماضي من ادعاء تواريخ سابقة.

### 1930–1960: انتشار واسع
ربما يكون البث الدرامي الإذاعي الأكثر شهرة في أمريكا هو أورسون ويلز «حرب العوالم (نسخة 1938 من هريرت جورج ويلز» رواية)، الذي أقنع أعداد كبيرة من المستمعين أن الغزو الفعلي من المريخ كان يحدث. بحلول أواخر الثلاثينيات من القرن الماضي، كانت الدراما الإذاعية تحظى بشعبية كبيرة في الولايات المتحدة (وكذلك في أجزاء أخرى من العالم). كانت هناك العشرات من البرامج في العديد من الأنواع المختلفة، من الألغاز والإثارة إلى المسلسلات والكوميديا. من بين الكتاب المسرحيين وكتاب السيناريو والروائيين الأمريكيين الذين بدأوا في الدراما الإذاعية رود سيرلينج وإيروين شو.

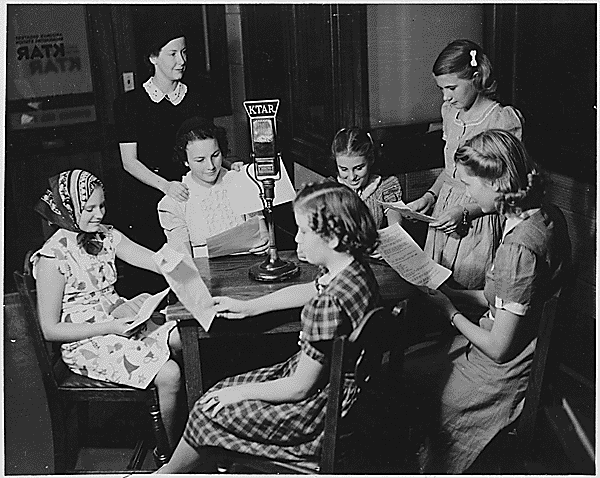
برنامج إذاعي كتبه وأدى في فينيكس ، أريزونا من قبل أطفال نادي الفنانين الصغار (البرنامج الفيدرالي للفنون، 1935).

لكن في بريطانيا، أثناء برمجة البي بي سي في الثلاثينيات من القرن الماضي، كانت تميل إلى أن تكون أكثر وضوحًا، بما في ذلك أعمال شكسبير، والدراما اليونانية الكلاسيكية، بالإضافة إلى أعمال الكتاب المسرحيين المعاصرين، مثل تشيخوف وإيبسن وستريندبرغ وما إلى ذلك. تم أيضًا تمثيل الروايات والقصص القصيرة بشكل درامي. بالإضافة إلى مسرحيات الكتاب المعاصرين والمسرحيات الأصلية التي تم إنتاجها، على سبيل المثال، إذاعة مسرحية ت.س.إليوت الشهيرة بعنوان جريمة في الكاتدرائية في عام 1936. بحلول عام 1930، كانت البي بي سي تنتج «ضعف عدد المسرحيات التي تنتجها ويست إند بلندن» وكانت تنتج أكثر من 400 مسرحية سنويًا بحلول منتصف الأربعينيات.

### 2000-1960: تراجع في الولايات المتحدة
بعد ظهور التلفزيون، لم تسترد الدراما الإذاعية شعبيتها أبدًا في الولايات المتحدة. تم إلغاء معظم الأعمال الدرامية الإذاعية المتبقية في سي بي أس وأن بي سي في عام 1960. انتهت آخر الأعمال الدرامية الإذاعية للشبكة التي نشأت خلال «العصر الذهبي» للراديو الأمريكي التشويق، تفضلوا بقبول فائق الاحترام، جوني دولار ، في 30 سبتمبر 1962.

### 2000 إلى الوقت الحاضر: إحياء الدراما الإذاعية «الوسائط الجديدة»
لا تزال الدراما الإذاعية شائعة في معظم أنحاء العالم، على الرغم من أن معظم المواد متاحة الآن من خلال التنزيل عبر الإنترنت بدلاً من سماعها عبر الراديو الأرضي أو عبر الأقمار الصناعية. غالبًا ما تطلب المحطات التي تنتج الدراما الإذاعية عددًا كبيرًا من النصوص. تمكنهم التكلفة المنخفضة نسبيًا لإنتاج مسرحية إذاعية من المجازفة بأعمال لكتاب غير معروفين. يمكن أن يكون الراديو ساحة تدريب جيدة لكتاب الدراما المبتدئين حيث تشكل الكلمات المكتوبة جزءًا أكبر بكثير من المنتج النهائي؛ لا يمكن طمس الخطوط السيئة مع الأعمال المسرحية.
البودكاست هو تنسيق توزيع متزايد لمنتجي الدراما الإذاعية المستقلين. توفر البودكاست بديلاً للتلفزيون والراديو السائد والذي لا يتطلب بالضرورة إجراء عملية الترويج وتوزيعها (حيث يمكن للمبدع معرفة جوانب الإنتاج هذه) والتي ليس لها قيود فيما يتعلق بطول البرنامج أو المحتوى.

## الدراما الإذاعية حول العالم

### قبرص
منذ حوالي أوائل الستينيات، تقدم هيئة الإذاعة القبرصية مسرحيات إذاعية باللهجة اليونانية القبرصية. تُسمى بالمسودات القبرصية (الدراما الإذاعية) وهي تدور بشكل أساسي حول الحياة الريفية في قبرص وتقاليدها، عاداتها، تاريخها وثقافتها. تمت كتابة الأعمال من قبل كتّاب معروفين، وأيضًا من كتّاب جدد من خلال مسابقة الكتابة للمسودات القبرصية التي تصدر سنويًا عن هيئة الإذاعة القبرصية 

### ألمانيا
أُنتجت أول دراما إذاعية ألمانية عام 1923. بسبب الظروف الخارجية في ألمانيا ما بعد الحرب التي دمرت فيها معظم المسارح،[بحاجة لمصدر] ازدهرت الدراما الإذاعية. بين عامي 1945 و1960 كان هناك أكثر من 500 مسرحية إذاعية كل عام. الكلمة الألمانية للدراما الإذاعية أو التمثيل الصوتي هي "Hörspiel". تعد ألمانيا اليوم سوقًا رئيسيًا للمسرحيات الإذاعية في جميع أنحاء العالم. على وجه الخصوص، تحظى الوسائط الصوتية (دراما) على القرص المضغوط بشعبية كبيرة. مثل المسلسل الشعبي لألمانيا وحتى في العالم "Die drei" ؟ ؟ ؟ " (ثلاثة محققين).
تتضمن جائزة برلين لأوروبا فئة الخيال الإذاعي.[بحاجة لمصدر]

### الهند
فيفيد بهاراتي، خدمة إذاعة كل الهند، لديها برنامج درامي إذاعي هندي طويل: هوا محل .

### جمهورية ايرلندا
يعد راديو دراما آر تي إي RTÉ أحد أقدم أقسام المسرح الصوتي في عالم الراديو.

### اليابان
تحظى الأعمال الدرامية الصوتية بشعبية في اليابان، حيث تتوفر أيضًا كأقراص مدمجة للدراما أو مسرحيات مضغوطة. بدأ كدراما إذاعية مع البث الإذاعي الأول في عام 1925، واستمروا في كونهم وسيلة تواصل موسعة لقصص من المسلسلات التليفزيونية مثل مسلسلات الأنمي أو الرسوم الهزلية مثل المانجا أو الروايات مثل الروايات الخفيفة أو ألعاب الفيديو.
قبل ظهور مسجلات أشرطة الفيديو، كانت تسجيلات الدراما هي الطريقة الوحيدة لإعادة زيارة مسلسل تلفزيوني متحرك. غالبًا ما تضمنت التسجيلات ملخصات لخطوط الحبكة جنبًا إلى جنب مع الأغاني المميزة من سلسلة الرسوم المتحركة. غالبًا ما تُستخدم الأعمال الدرامية الصوتية لتوسيع أو تفصيل خطوط أحداث ألعاب الفيديو. قبل ظهور الألعاب القائمة على الأقراص والوسائط الجماهيرية والإنترنت، تم تطوير «الأكوان» في بعض ألعاب الفيديو بشكل كامل وشرحها في مثل هذه الدراما الصوتية على الأقراص المضغوطة، خاصة في عصر ألعاب الأركيد. أحد الأمثلة البارزة هو توين بي بارادايس ، الدراما الإذاعية من ديتانا! ! توين بي استمرت لمدة ثلاثة مواسم ووضعت أسماء أبطال اللعبة.

### النرويج
راديوتيتريت (الدراما الإذاعية في النرويج) موجودة منذ عام 1926.

## روابط خارجية
- Audio-Drama.com دليل لمواقع الدراما الصوتية.
- إنتاج الدراما الصوتية بودكاست تعليمي حول إنتاج الدراما الصوتية.
- أطروحة مسرحية صوتية جيدة المزاج حول كتابة وإنتاج وأداء وتوجيه المسرحيات الصوتية في القرن الحادي والعشرين.
- نكرولوجيا الشخصيات الإذاعية القديمة (مؤرشف في آلة Wayback)
- المهرجانات الوطنية للمسرح السمعي ورشة الدراما الإذاعية.